# أبو عياض التونسي
سيف الله بن حسين واسمه الكلي سيف الله بن عمر بن حسين، ولد في 8 نوفمبر 1965 في منزل بورقيبة في تونس. يعرف باسم أبو عياض، ويعتبر زعيم تيار أنصار الشريعة في تونس.

## السيرة الذاتية
بتركه للغرب، حفظ سيف الله بن حسين القرآن وتبنى منهج وأيديولوجية الإخوان المسلمون ، في السنوات الثمانين، ناضل بن حسين مع حركة الإتجاه الإسلامي  (النهضة سابقا). فر بن حسين من البلاد بعد قمع نظام زين العابدين بن علي الحركات الطلابية سنة 1987. ولذلك حوكم غيابيا بسنتين سجنا من قبل المحكمة العسكرية بتونس بتهمة المشاركة في الاحتجاجات.
عند خروجه من تونس، قصد أولا المغرب، أين التحق بكلية العلوم القانونية والاقتصادية والاجتماعية في جامعة وجدة، وهناك تزوج بمغربية.
بعد ذلك سافر إلى بريطانيا وأفغانستان. وفي هذه الأخيرة اشترك في معسكرات تدريب وقابل أسامة بن لادن في قندهار. في 2000، أسس مع طارق المعروفي وحدة أسماها الجماعة المقاتلة التونسية في جلال آباد. ولذلك يتهمهم البعض بالمشاركة في تنظيم عملية اغتيال القائد أحمد شاه مسعود في 2001.
تم تصنيف هذه الجماعة في 2001 من قبل مجلس أمن الأمم المتحدة على أنها تابعة لتنظيم القاعدة.
شارك بن حسين الذي أصبح يلقب أبو عياض في حرب أفغانستان مع القاعدة، قبل أن يغادر إلى تركيا في 2003، أين تم توقيفه وإرساله إلى تونس في نفس السنة. ثم حوكم من قبل المحكمة العسكرية بتونس ب43 سنة سجنا. رغم العمليات العسكرية التي قام بها بن حسين، إلا أنه يعتبر سجينا سياسيا.
في 2011، خرج أبو عياض من السجن في إطار عفو عام بعد الثورة التونسية، فأسس تيار أنصار الشريعة، الذي يقوده هو مع أبو أيوب والخطيب الإدريسي.
في 17 أغسطس 2013، تم تصنيف تيار أنصار الشريعة منظمة إرهابية بسبب «تنظيمها لعمليا اغتيال المعارضين السياسيين شكري بلعيد ومحمد البراهمي، والهجوم على عدة مراكز شرطة إضافة إلى علاقتها مع القاعدة في بلاد المغرب الإسلامي» حسب أقوال وزارة الداخلية التونسية.
في 30 ديسمبر 2013، أعلنت عدة وكالات أنباء عالمية ووسائل إعلام تونسية منهم موزاييك أف أم  ووكالة تونس إفريقيا للأنباء خبر اعتقال أبو عياض  من قبل قوات أمريكية في مدينة مصراتة الليبية، وهنا نفى تنظيم أنصار الشريعة ووزارة الدفاع الأمريكية وكذلك السفارة الأمريكية في تونس هذا الخبر.

## مقتله
أعلن تنظيم "القاعدة في المغرب الإسلامي" في تسجيل صوتي نشره مساء الخميس 27 فيفري 2020 رسميا، مقتل زعيم تنظيم أنصار الشريعة المحظور سيف الله بن حسين والمعروف بـ ''أبو عياض" وذلك في غارة جوية للقوات الفرنسية في مالي.
ليست المرة الأولى التي يعلن فيها عن مقتل «أبو عياض»:
في 3 يوليو/تموز 2015، أعلن مسؤول أمريكي في تصريح لصحيفة "نيويورك تايمز"، أنّ أبو عياض، قتل منتصف يونيو/حزيران من العام نفسه، في غارة جوية كانت تستهدف قياديا آخر في القاعدة هو الجزائري مختار بلمختار.
لكن تنظيم "أنصار الشريعة" نفى في 7 يوليو 2015، ما تردد عن مقتل سيف الله بن حسين «أبو عياض» زعيم فرع التنظيم في تونس في غارة جوية أمريكية على مدينة أجدابيا شرقي ليبيا منتصف الشهر الماضي.
نشرت صحيفة ديلي ميرور البريطانية مساء الأحد 21 فيفري 2016  تقريرا أكدت فيه القضاء على زعيم تيار أنصار الشريعة المحظور سيف الله بن حسين المكنى بأبي عياض في القصف الأمريكي لمركز لتدريب مجموعة تنتمي لما يسمى بتنظيم داعش الإرهابي في مدينة صبراتة الجمعة الماضي.
عام 2017، أعلنت قناة ليبيا الحدث مقتل أبو عياض في مدينة بنغازي بعد مواجهات مع قوات المشير حفتر في منطقة قنفودة غربي مدينة بنغازي، إلا أن صورة الجثة التي بثت مع الخبر تبين لاحقا أنها لقيادي ليبي آخر فيما يعرف بـ «مجلس شورى ثوار بنغازي». كما شككت السلطات التونسية في صحة هذا الخبر.
في فبراير 2019، تواترت أنباء عن مقتل أبو عياض في غارة فرنسية شمالي غرب مدينة تمبكتو في مالي القريبة من حدود موريتانيا. وكان «أبو عياض»، ظهر آخر مرة في بنغازي بليبيا، عام 2014، في مقطع فيديو تسرب نهاية 2016.

## الحياة الشخصية
سيف الله بن حسين متزوج من مغربية وهو أب لثلاثة أبناء.